# Heredeiros da Crus
Heredeiros da Crus é uma banda de Rock do Barbança formada no começo da década de 1990.

## Formação 2005
- Vocal: O Fillo da necha, Javieriño
- Guitarra: Tuchiño
- Guitarra: Tonhito de Poi
- Baixo: O Jran Fran Velo
- Batería: Pedro Rodríguez Trelles

### Outros membros
- Bateria: José Manuel Santamaría Medín
- Bateria: Marcos Otero

## Discografia
- A cuadrilla de Pepa a loba (Xurelo Roxo, 1994)
- ¡¡Está que te cajas!! (Xurelo Roxo, 1995)
- Criatura (1997)
- Des Minutos (Boa, 1997)
- Erecsiones munisipales (Boa,1999)
- All Right Chicago (Boa, 2000)
- Cansiones Recautuchadas ou Recambios Tucho (productor jecutante doctor suave, 2000)
- Chicarrón (Boa, 2004)